# Saurauia omichlophila
Saurauia omichlophila är en tvåhjärtbladig växtart som beskrevs av Richard Evans Schultes. Saurauia omichlophila ingår i släktet Saurauia och familjen Actinidiaceae. Inga underarter finns listade i Catalogue of Life.